# Égi jel: Omega
Az Égi jel az Omega együttes tizenhatodik magyar stúdióalbuma, 2006-ból. Ez mindmáig az együttes utolsó olyan albuma, amelyen csak új dalok szerepelnek (a 2020-as 17. nagylemezre, a Testamentumra régi dalok is felkerültek újrajátszva), egyben a legutolsó album, ahol Mihály Tamás is közreműködik (elsősorban mint dalszerző, mert ahogy a Basszus, Omega! című könyvében írja és a lemez werkfilmjében is látható, a basszustémákat a 2015-ben elhunyt Küronya Miklós játszotta fel, mivel Mihályt lekötötték az 56 csepp vér musical munkálatai.) Az album csak CD-n jelent meg, ajándék DVD-vel.

## Kiadások
| Év   | Kiadó        | Formátum | Sorszám  | Megjegyzések     |
| ---- | ------------ | -------- | -------- | ---------------- |
| 2006 | Universal    | CD       | 984181-7 | Ajándék DVD-vel. |
| 2022 | GrundRecords | CD       |          | Bónusz dalokkal. |

## Az albumhoz kapcsolódó kislemez
| Címadó dal | További dal(ok)          | Év   | Kiadó     | Sorszám | Megjegyzések                                                    |
| ---------- | ------------------------ | ---- | --------- | ------- | --------------------------------------------------------------- |
| Meghívás   | Égi jel Végül ez a tangó | 2006 | Universal |         | A Meghívás és az Égi jel kis mértékben eltér az albumverziótól. |

## Dalok
1. Meghívás – Fényből született lány (Kóbor János, Mihály Tamás – Sülyi Péter)
2. Versenyző (Kóbor János, Szekeres Tamás – Trunkos András)
3. Égi jel (Kóbor János – Trunkos András)
4. Ördögi cirkusz (Benkő László – Bródy János)
5. Álmod őrzi egy kép (Kóbor János – Trunkos András)
6. Elkísér egy gondolat (Mihály Tamás – Trunkos András)
7. Álmok koldusa (Mihály Tamás – Trunkos András)
8. Hajnali fény (Kóbor János, Mihály Tamás – Trunkos András)
9. Végül ez a tangó (Molnár György – Sülyi Péter)
10. Aki álomra vár (Mihály Tamás – Trunkos András)
11. Szentek a vidámparkban (Benkő László – Bródy János)
12. Koncert a mennyben (Kóbor János – Trunkos András)
13. Egy új nap a teremtésben (Kóbor János – Sülyi Péter)

### Ajándék DVD
Az album mellé DVD is járt, amely  a következőket tartalmazza:
- Dalok születése stúdióban – werkfilm
- Dalok születése a színpadon – koncertfelvételek Alsóörsről: Addig élj!, Végül ez a tangó, Álmok koldusa

### Bónusz dalok a 2022-es újrakiadáson
1. Égi jel (alternatív változat)
2. Addig élj! (koncertfelvétel)
3. Végül ez a tangó (koncertfelvétel)
4. Álmok koldusa (koncertfelvétel)

### A címadó dal változatai
Az Égi jel című dal az albumverzióval együtt háromféleképpen (a kis mértékben eltérő kislemezes változatot is számítva négyféleképpen) is napvilágot látott.
A Sláger Rádió sávonként kérte el a dalt, majd újrakeverve játszotta. A rajongóknak ez a változat kevésbé tetszik, mert szerintük túlságosan leegyszerűsített.
Az Esti Showderben pedig egy olyan hangszereléssel adták elő a dalt, amelyben Szekeres Tamás gitárszólói helyett Molnár György gitárszólója és Benkő László szintetizátorszólója hallható (az ajándék DVD werkfilmjében rövid ideig látható, amint Molnár és Benkő ezt a változatot készítik). Ezt a változatot először 2011-ben a Kiabálj, énekelj! ritkaságválogatáson adták ki, majd az album 2022-es újrakiadásán is megjelent.

## Közreműködött
- Omega
  - Benkő László – billentyűs hangszerek
  - Debreczeni Ferenc – dob, ütőhangszerek
  - Kóbor János – ének, vokál
  - Mihály Tamás – basszusgitár
  - Molnár György – gitár
- Szekeres Tamás – gitár
- Gömöry Zsolt – Hammond-orgona (2.)
- Küronya Miklós – basszusgitár

### A bónusz DVD szereplői
- Benkő László (stúdió, koncert)
- Debreczeni Ferenc (stúdió, koncert)
- Kóbor János (stúdió, koncert)
- Mihály Tamás (stúdió, koncert)
- Molnár György (stúdió, koncert)
- Szekeres Tamás (stúdió, koncert)
- Jankai Béla (koncert – billentyűs hangszerek)
- Keresztes Ildikó (koncert – vokál)
- Demeter Tamás (koncert – vokál)
- Küronya Miklós (stúdió)
- Trunkos András (stúdió)
- Toókos Zoltán (stúdió)

## Toplistás szereplése
Az album 2006. 36. hetében első helyen nyitott a Mahasz Top 40-es eladási listáján, öt héten át vezette azt. Összesen 19 héten át szerepelt a listán. A 2006-os éves összesített listán az eladott példányszámok alapján 12., a chart pozíciók alapján 99. helyen végzett.